# Iggy Azalea
Amethyst Amelia Kelly (n. 7 iunie 1990), cunoscută sub numele de scenă Iggy Azalea, este o artistă și un rapper din Australia. Are un băiețel pe nume ''Onyx'' cu rapperul Playboi Carti .

## Discografie
Albume de studio
- Inizio (From The Beginning) (2008)
- Ignorant Art (2011)
- Glory (2012)
- TrapGold (2012)
- The New Classic (2014)
- Reclassified (2014)
- Digital Distortion (2016)
- For My Ratz (2017)
- Survive The Summer (2018)
- "In My Defense" (2019)
- Wicked Lips (2019)
- The End Of An Era (2021)

## Biografie
Amethyst s-a născut în Sidney din părinții Brendan și Tanya Kelly și a crescut în Mullumbimby. Are 2 frați, dar este cea mai mare dintre toți. La 13-14 ani Iggy a descoperit genul Hip-Hop și s-a îndrăgostit așa de tare cu el încât la 16 ani a fugit de acasă să-și urmeze dorința ei: să devină un rapper. Părinților le-a spus că merge în vacanță cu o prietenă 2-3 săptămâni, dar de acolo a sunat să le zică tot adevărul. În primii ani nu s-a întâmplat nimic în afară de a încărca niște demo-uri pe MySpace între 2006 și 2010. Iggy și-a găsit multe locuri de muncă ca să se întrețină în America precum menajeră prin hoteluri și casieră la un magazin de CD-uri . În ianuarie 2011, Iggy încarcă câteva mini clipuri pe canalul ei de YouTube ca să își arate abilitățile sale în rap, lansând pentru următorii 2 ani trei mixtape-uri „Ignorant Art” , „Glory” și „TrapGold” . În 2013 a lansat single-ul de debut numit ''Work'' ceea ce a avut un succes moderat peste vară , iar în anul 2014 a început să domine peste tot globul, având succes cu piesa ei „Fancy” feat. Charli XCX: acest cântec a ajuns pe panoul Billboard pe primul loc și a fost cel mai premiat cântec din 2014, în același timp feature-ul ei în „Problem” de Ariana Grande a ajuns pe locul 2. Din aceste 2 cântece Iggy Azalea a avut mult succes în toate cântecele viitoare precum Black Widow (locul 3) și Beg For It (locul 27) . Acum e mult urmărită pe Instagram pentru pozele sexy ce postează. În septembrie 2015, Iggy a anunțat pe Twitter că o să apară un nou album intitulat "Digital Distortion" în vara 2016 , dar a fost amânat din cauza despărțirii logodnicului ei Nick Young și un an mai târziu a anunțat că albumul este anulat definitiv, oferindu-le fanilor un mic cadou de 4 piese ca scuză de așteptare până la finalizarea noului proiect numit „Survive The Summer”. Lansat pe 3 august 2018 , EP-ul a ajuns pe locul 150 pe panoul Billboard 200. În noiembrie 2018, a anunțat că este independentă și și-a creat propria casă de discuri „Bad Dreams Records”. În iulie 2019 a lansat un album independent numit ''In My Defense'' , urmat de EP-ul „Wicked Lips” în decembrie. În august 2021 a lansat al 3-lea și finalul album numit „The End Of An Era”. Acum este o femeie de afaceri , având produse de machiaje și parfum, în același timp, după un deceniu aglomerat este fericită în liniște cu fiul ei Onyx.

## Filmografie

### Filme
| An   | Titlu            | Rol   | Note  |
| ---- | ---------------- | ----- | ----- |
| 2014 | The Interview    | Guest | Cameo |
| 2015 | Fast & Furious 7 | Racer | Cameo |

### Web
| An   | Titlu          | Rol       | Note  |
| ---- | -------------- | --------- | ----- |
| 2014 | House of Style | Ea însăși | Gazdă |